# Murghab (Afghanistan)
Pour la rivière Murghab au Tadjikistan, voir Bartang ; pour la ville du Tadjikistan, voir Murghab (Tadjikistan)
Le Murghab (en turkmène Murgap, en latin Margus, en grec Margos) est une rivière d'Afghanistan et du Turkménistan. En Afghanistan, il coule dans les provinces de Ghôr, de Fâryâb et de Bâdghîs. C'est un cours d'eau endoréique dont les eaux finissent par se perdre dans les sables du désert du Karakoum turkmène.

## Géographie
Le Murghab naît au centre de l'Afghanistan, sur un plateau situé entre la chaîne de montagnes du Safed Koh ou Paropamisus au sud et celle du Band-i Turkestan au nord. Dans son cours supérieur, orienté d'est en ouest, et jusqu'à la localité de Mukhamedkhan (c'est-à-dire sur une longueur de 300 km), la vallée du Murghab est étroite, mesurant moins d'un kilomètre de largeur, avec des versants abrupts. Il y a des gorges étroites par endroits. Entre Darband-i Kilrekht et Mukhammedkhan, le Murghab traverse la partie occidentale du Band-i Turkestan. Il coule alors dans un profond canyon orienté vers le nord-ouest.
À Mukhammedkhan, il traverse les gorges de Jaokar. Après cette localité, la vallée de la rivière s'élargit quelque peu graduellement, jusqu'à atteindre deux kilomètres au Turkménistan.
Au-delà de Mukhamedkhan, une petite partie de l'eau du Murghab est utilisée pour l'irrigation.
10 000 hectares sont irrigués en Afghanistan, ce qui est peu important.
Il reçoit à droite les eaux du Kaysar, puis matérialise la frontière entre le Turkménistan et l'Afghanistan sur une longueur de 16 kilomètres. En territoire turkmène, près de Takhta-Bazar, il reçoit la rivière Kachan en rive gauche, et 25 kilomètres plus loin, se trouve le confluent du Kouchk (ou Kuchka).
Arrivé dans l'oasis de Merv, il mêle ses eaux à celles du canal du Karakoum (détournement des eaux de l'Amou-Daria).

## Bassin versant
Le bassin versant du Murghab est estimé à 46 880 kilomètres carrés.

## Principales villes traversées
- Turkménistan : Mary (l'antique Merv)

## Affluents
- Le Kaysar
- Le Kachan
- Le Kouchk

## Hydrométrie - Les débits à Takhta-Bazar
Le débit du Murghab a été observé pendant 50 ans (1936-1985) à Takhta-Bazar, localité turkmène située une trentaine de kilomètres après avoir quitté le territoire afghan, et une vingtaine de kilomètres en amont du confluent du Kouchk.
À Takhta-Bazar, le débit annuel moyen ou module observé sur cette période était de 48,7 m3/s pour une surface observée de 34 700 km2, soit 74 % de la totalité du bassin versant de la rivière.
La lame d'eau écoulée dans cette partie du bassin, de loin la plus importante du point de vue de l'écoulement, atteint ainsi le chiffre de 44,3 millimètres par an, ce qui est très appréciable dans cette région particulièrement desséchée.